# Kim Collins
Pour les articles homonymes, voir Kim Collins (homonymie) et Collins.
Kim Collins (né le 5 avril 1976 à Saint-Peter Basseterre, lieu-dit Monkey Hill) est un athlète de Saint-Christophe-et-Niévès spécialiste des courses de sprint. Le 15 août 2003, au Stade de France à Paris-Saint-Denis, il est sacré champion du monde du 100 m.
Il est le seul athlète christophien de l'histoire à avoir remporté un titre mondial ou olympique et est quintuple médaillé en championnats du monde en plein air, en 2001, 2003, 2005 et 2011, où, lors de ces derniers, il devient à 35 ans le médaillé le plus âgé sur 100 m.
Ses courses se caractérisent par un cycle très rapide des membres inférieurs et un grand nombre de foulées. Sa grande vivacité lui permet de réaliser des départs très prompts qui lui permettent notamment de briller sur 60 m en salle, où il devient vice-champion du monde en 2003 et 2008.

## Carrière sportive

### Débuts
Né à Saint-Peter Basseterre, Kim Collins commence l'athlétisme très jeune et décide d'y consacrer sa vie, en se spécialisant au sein de l'université américaine de la Texas Christian University.
Il fait ses débuts sur la scène internationale à l'occasion des championnats du monde 1995 de Göteborg où il est aligné avec l'équipe nationale sur le relais 4 x 100 m. En 1996, il participe à ses premiers jeux, aux Jeux olympiques de 1996 à Atlanta où il réalise son record personnel en 10 s 27 (+ 0,1 m/s) pour se qualifier en quart-de-finale, sans aller plus loin. L'année suivante, aux championnats du monde d'Athènes, il termine 8e et dernier de sa série du premier tour du 100 m à cause d'une blessure, en 21 s 73. En 1998, il réalise 10 s 18 (+ 0,5 m/s).
En 1999, il court en 10 s 21 et est qualifié pour les mondiaux de Séville mais n'y passe pas le cap des séries, ne courant qu'en 10 s 50. Sur 200 m, il est également sorti dès les séries (20 s 95).

### Médaille aux championnats du monde sur200m(2001)
C'est en 2000 que Kim Collins se révèle : il porte durant la saison estivale son record à 10 s 13, qui est bien loin d'un temps pouvant permettre espérer une place dans une finale mondiale. Pourtant, aux Jeux olympiques de Sydney, il prend la 4e et dernière place qualificative de sa demi-finale (10 s 20) et se qualifie pour la finale olympique, devenant le premier christophien à réaliser cet exploit. Mais son manque d'expérience et son départ lent ne lui donne aucune chance : il termine 7e en 10 s 17, tandis que l'américain Maurice Greene s'impose bien loin devant en 9 s 88. Sur 200 m, il atteint les demi-finales (20 s 57).
L'année suivante, il décroche ses deux premiers titres à l'occasion des championnats d'Amérique centrale et des Caraïbes où il réalise le doublé 100 et 200 m, établissant un record national et des championnats en 10 s 04, puis 20 s 55 sur le demi-tour de piste. Aux championnats du monde d'Edmonton, il réalise une performance proche de son record personnel sur 100 m, 10 s 07, ce qui lui donne la 5e place de la finale. Mais sa carrière prend une autre tournure, quand, sur 200 m, le christophien décroche la première médaille de l'histoire de son pays en terminant 3e en 20 s 20, record national, derrière le Grec Konstantínos Kentéris et le Jamaïcain Christopher Williams, et à égalité avec l'Américain Shawn Crawford.

### Barrière des 10 s (2002)
Le 27 juillet 2002, à 26 ans et 113 jours, Kim Collins remporte la médaille d'or des Jeux du Commonwealth de Manchester en signant le temps de 9 s 98 (+ 0,2 m/s), devenant à cette occasion le 37e homme de l'histoire à descendre sous la barrière des 10 s au 100 m. Toutefois, à l'issue de la finale, il fait l'objet d'un contrôle positif aux produits dopants, mais ne fait pas l'objet de sanctions de la part des instances internationales, la substance utilisée par le Christophien étant prescrite dans le cadre d'un traitement de l'asthme. Il égale ce record le 16 août à Zurich (+ 1,6 m/s) et le 14 septembre à Paris (+ 2,0 m/s). En fin de saison, il termine 2e du 100 m de la Coupe du monde des nations de Madrid qu'il dispute sous les couleurs des Amériques.
En début de saison 2003, Kim Collins monte sur la deuxième marche du podium du 60 m des championnats du monde en salle de Birmingham, en 6 s 53 (record national égalé), derrière l'Américain Justin Gatlin. Il s'agit pour lui de sa première médaille mondiale en salle.

### Champion du monde du100mà Paris (2003)

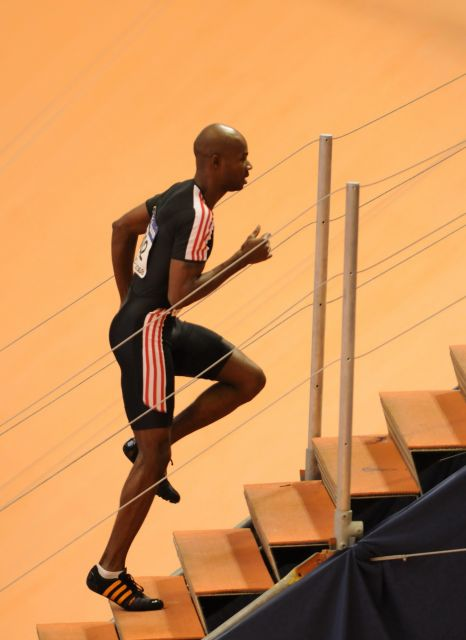
Kim Collins aux Championnats du monde en salle 2008 de Valence

En forme lors de la saison estivale, il établit à deux semaines des mondiaux son meilleur temps de la saison à 9 s 99 (+ 1,3 m/s) lors du Weltklasse Zurich. 
Aligné donc sur 100 m aux championnats du monde de Paris, le jeune homme discret au style propre (chaussettes noires remontées jusqu'aux genoux) parvient à se hisser en finale, profitant des disqualifications pour faux-départs d'Asafa Powell et de Jon Drummond, et de l'élimination du champion en titre Maurice Greene lors des tours précédents. Situé au couloir no 1, l'athlète de 28 ans prend un excellent départ (ce qui était sa faiblesse dans le passé) et parvient à dominer dans cette finale très ouverte tous ses adversaires, dans le temps modeste de 10 s 07 (vent nul), devançant d'un centième de seconde le Trinidadien Darrel Brown et le Britannique Darren Campbell. Premier athlète de Saint-Christophe-et-Niévès champion du monde, il succède ainsi au palmarès aux américains et canadiens, toujours titrés jusque-là depuis 1983. En 2010, à la suite de cette victoire, le gouvernement de Saint-Christophe-et-Niévès décrète que le 25 août serait désormais « Jour Kim Collins », en hommage à sa victoire.
Monte Stratton, son entraîneur à l'Université chrétienne du Texas à Fort Worth, met en avant son efficacité et sa vélocité naturelle : dans un «monde peuplé de gnous puissants, il est une gazelle, qui court sans bruit en se déplaçant sans remuer l'air».
En 2004, il se qualifie pour sa seconde finale olympique à l'occasion des Jeux d'Athènes. Loin d'être favori, le champion du monde en titre se classe 6e en 10 s 00, son meilleur temps de la saison, derrière les Américains, Justin Gatlin, Maurice Greene, Shawn Crawford, le Portugais Francis Obikwelu et le Jamaïcain Asafa Powell.

### Nouvelle médaille mondiale sur100mà Helsinki (2005)
En 2005, Kim Collins fait l'impasse, comme en 2003, sur le 200 m. L'objectif majeur est de réitérer son titre mondial du 100 m aux championnats du monde d'Helsinki. Le 22 juillet, il court son meilleur temps de la saison en 10 s 00 (+ 1,0 m/s) à Londres. Aux championnats du monde, il est le dernier repêché au temps lors des quarts de finales en 10 s 32 mais se remobilise en demi-finale, prenant de nouveau la dernière place qualificative en 10 s 07, éliminant le Britannique Jason Gardener d'un centième. En finale, le Christophien ne conserve pas son titre mais décroche une belle médaille de bronze en 10 s 05, derrière Justin Gatlin (9 s 88) et le Jamaïcain Michael Frater qui devance Collins au millième pour la médaille d'argent.
2006 sera une année plus en retrait pour le double médaillé mondial : auteur de 10 s 33 sur 100 m et 21 s 53 sur 200 m, il est absent des pistes. En 2007, son retour est plus mitigé. Auteur de 10 s 14 (+ 1,7 m/s) à Rieti début septembre, Collins ne se classe que 5e des Jeux panaméricains en 10 s 31.
2008 marque son retour : en mars, il décroche une nouvelle médaille d'argent lors des championnats du monde en salle de Valence, réalisant avec 6 s 54 sur 60 mètres le même temps que le bronzé Dwain Chambers, le titre revenant au Nigérian Olusoji Fasuba. En août, il est sélectionné pour ses quatrièmes Jeux olympiques, à Pékin mais s'incline en demi-finale du 100 m, malgré son meilleur chrono depuis 2005 (10 s 05). Néanmoins, il réalise 20 s 25 en demi-finale du 200 m et se qualifie pour la finale, à laquelle il terminera dans un premier temps 8e (20 s 59), avant de profiter des disqualifications de Churandy Martina et de Wallace Spearmon pour avoir empiété dans le couloir intérieur.

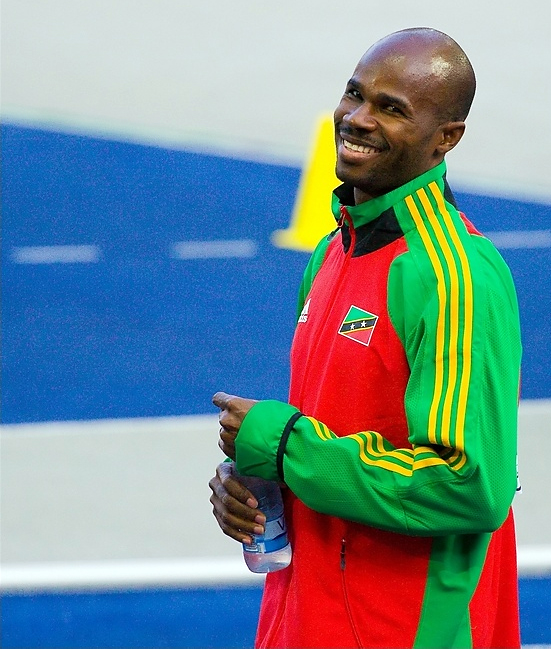
Kim Collins lors des mondiaux de Berlin en 2009

### Retraite (2009)
Il participe aux championnats du monde 2009 à Berlin et se qualifie pour les quarts de finale du 100 m. Il échoue cependant à ce stade en terminant 4e de sa très relevée série, où figuraient Asafa Powell, Darvis Patton, Marc Burns, Olusoji Fasuba et Ronald Pognon dans un temps de 10 s 20. Quelques jours plus tard, il échoue à la sixième place en 20 s 84 de son quart de finale du 200 m. Le 30 septembre 2009, âgé de 33 ans, Kim Collins annonce sa décision de mettre un terme à sa carrière sportive,. Il abandonnera par la suite cette idée.
En mai 2010 à Manchester, Collins court un 200 m en ligne droite en 20 s 59 derrière Tyson Gay qui bat en 19 s 41 le vieux record du monde de Tommie Smith qui tenait depuis 1966, avec 19 s 5 sur 220 yards (201,17 m). Au moins de juin, il établit son meilleur temps de la saison en 10 s 20 à Bochum, en Allemagne.
Le 8 février 2011, il conclut le 60 m en salle du meeting de Liévin en 3e position avec un chrono de 6 s 61 derrière notamment Lerone Clarke (6 s 59) et Mike Rodgers (6 s 60). Quelques jours plus tard, il égale la meilleure performance mondiale de l'année sur 60 m avec un chrono de 6 s 52 lors de la réunion en salle de Düsseldorf, égalant le chrono du Jamaïcain Nesta Carter. Deux jours après, il améliore cette MPMA sur 60 m avec un chrono de 6 s 50 en séries de la réunion en salle de Karlsruhe. C'est par ailleurs son record personnel, et national Le 15 mai 2011, il boucle en 20 s 43 le 200 mètres des « Great City Games » à Manchester derrière Martial Mbandjock (20 s 35) mais devant Shawn Crawford (20 s 68).

### Double médaillé aux championnats du monde, à 35 ans (2011)
En juillet 2011, Kim Collins fait l'impasse sur les épreuves de sprint aux championnats d'Amérique centrale et des Caraïbes et se concentre uniquement sur le relais, où l'équipe de Saint-Christophe-et-Niévès décroche la médaille de bronze dans le temps de 39 s 07.
Lors des championnats du monde de Daegu à l'été 2011, Kim Collins arrive loin du top 10 des meilleurs performeurs mondiaux de l'année, celle-ci étant complétée en 10e position par le Français Christophe Lemaitre en 9 s 92, soit un chrono bien inférieur que le record du Christophien (9 s 98), qui arrive à Daegu avec un temps supérieur à 10 s. Mais le niveau de la compétition ne se révèle pas si élevé que prévu. Kim Collins remporte dans un premier temps son quart-de-finale en 10 s 13 puis sa demi-finale en 10 s 08 devant Nesta Carter. En finale, le faux-départ choc d'Usain Bolt déstabilise les concurrents, sauf Collins qui prend un départ stratosphérique pour mener la première moitié de la course, avant d'être doublé par le Jamaïcain Yohan Blake qui remporte la médaille d'or en 9 s 92, et l'Américain Walter Dix qui le bat pour un centième. Dans un fort vent de face d'1,4 m/s, Kim Collins décroche donc en 10 s 09 une médaille de bronze, devenant ainsi l'athlète le plus vieux médaillé sur 100 m aux championnats du monde. Sur 200 m, il atteint les demi-finales (20 s 64), puis, contre toute-attente, décroche une seconde médaille de bronze avec ses coéquipiers en finale du relais 4 x 100 m en 38 s 49 (record national), derrière la Jamaïque (37 s 04) et la France (38 s 20). 

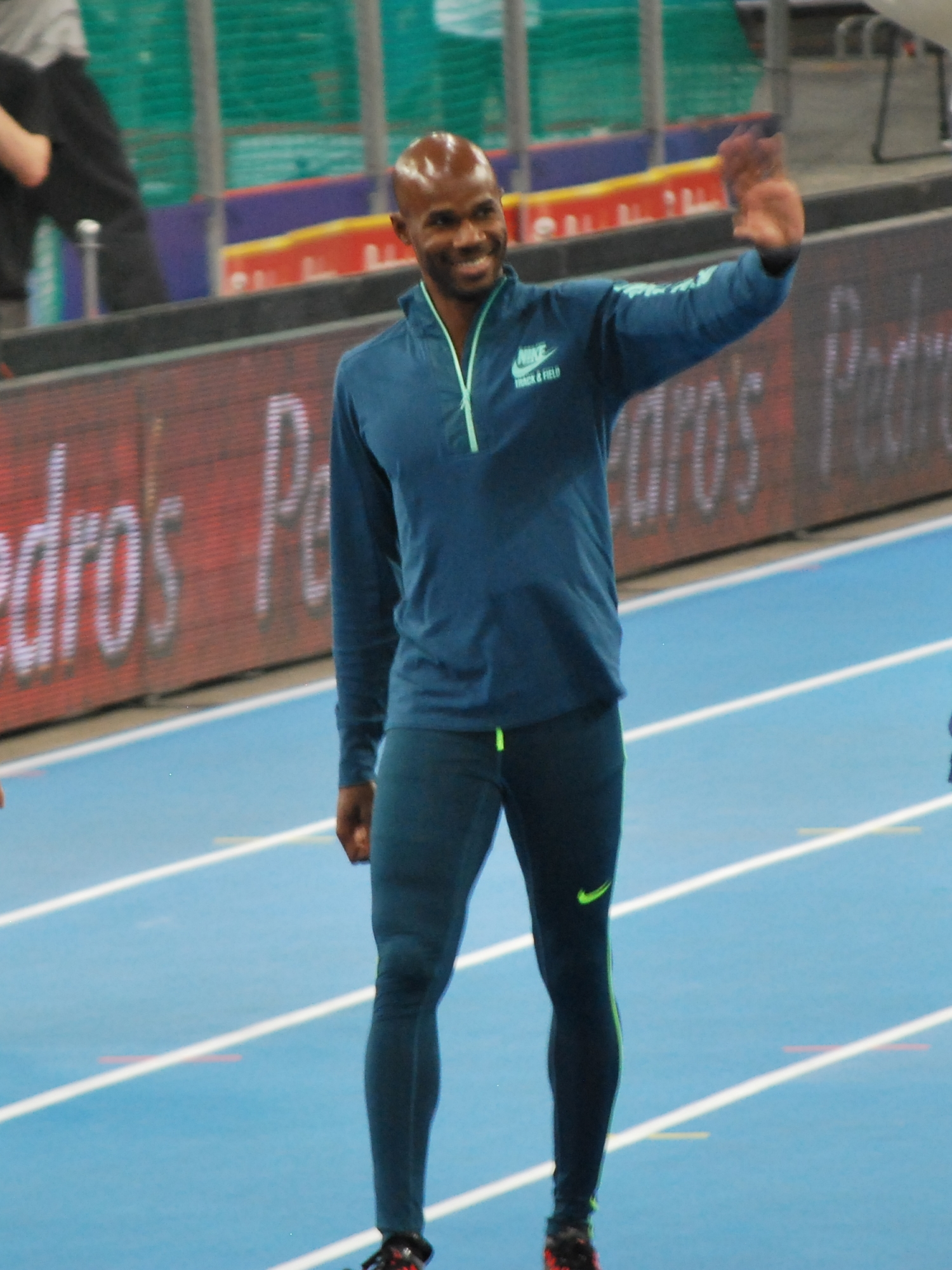
Kim Collins en 2015

Après les mondiaux, il réalise à deux reprises (lors du meeting de Berlin et au meeting de Zagreb) 10 s 01 (+0,1 m/s) sur 100 m, son meilleur chrono depuis juillet 2005, à trois centièmes de son record personnel réalisé neuf ans plus tôt,. En octobre, il établit en demi-finale des Jeux panaméricains de Guadalajara le temps de 10 s 00, record des Jeux, avant toutefois de s'incliner en finale face au Jamaïcain Lerone Clarke, 10 s 01 contre 10 s 04.
En février 2012, il court 6 s 56 au 60 m de Birmingham. Le 25 mai, lors du Golden Spike Ostrava, il termine 2e en 10 s 19 derrière Usain Bolt (10 s 04) et devant Darvis Patton (10 s 22). Une semaine plus tard, lors du meeting de la Ligue de diamant de Rome, il réalise sa meilleure course de la saison en plein air (10 s 04), devancé par Bolt (9 s 76), meilleure performance mondiale de l'année, Asafa Powell (9 s 91) et Christophe Lemaitre (10 s 04). Le 10 juillet, il remporte le 100 m du Meeting international d'athlétisme de Sotteville-lès-Rouen en 10 s 11.
Le 4 août 2012, Kim Collins annonce qu'il ne pourra pas courir le 100 m des Jeux olympiques de Londres, sa propre délégation nationale l'ayant exclu avec comme motif qu'il a rendu visite à sa femme et à ses enfants la veille.
Le 30 août, à Zurich, terre de ses 9 s 98, il réalise son meilleur temps de la saison en 10 s 01 (+ 1,4 m/s).

### De nouveau sous les 10 secondes dix années plus tard (2013)
Onze années après ses 9 s 98 sur 100 mètres qui constituaient son record personnel et le record national de Saint-Christophe-et-Niévès depuis 2002, il améliore ce chrono et ses records avec 9 s 97 (+ 2,0 m/s) le 4 juillet 2013 lors du meeting de Lausanne comptant pour la ligue de diamant où il termine 4e de la course. À 37 ans, ses 9 s 97 égalent le record du monde des plus de 35 ans, détenu par Linford Christie qui avait alors 35 ans lors de l'établissement de ce chrono le 23 septembre 1995 à Johannesburg en altitude (+0,1 m/s).  
Quelques jours plus tard à Budapest, il remporte le 100 m du Istvan Gyulai Memorial de Budapest en 9 s 99 devançant les Jamaïcains Kemar Bailey Cole (10 s 07) et Jacques Harvey (10 s 18). 
Il n'est cependant pas sélectionné pour représenter sa fédération aux Championnats du monde d'athlétisme IAAF de 2013 à Moscou à la suite de différends avec sa fédération nationale (SKNAAA). Il n'a ainsi par exemple pas participé aux championnats nationaux qualificatifs 2013 (SKNAAA National Championships) ni n'a reçu de dispense de la part de sa fédération.
En 2014, Kim Collins réalise une excellente saison en salle sur 60 m, descendant notamment pour la première fois sous les 6 s 50, de plus à 37 ans, en réalisant 6 s 49 à Prague. Durant la saison estivale, il termine 3e le 5 juillet du Meeting Areva de Paris dans le temps de 10 s 10, sa meilleure performance de la saison. Quelques jours plus tard, lors des Saintsbury Anniversary Games, meeting commémorant les deux ans des Jeux olympiques de Londres, Kim Collins réalise le temps de 9 s 96 (+ 1,0 m/s), et améliore son propre record du monde des plus de 35 ans. 
En 2015, il fait sa rentrée hivernale le 24 janvier en remportant un 60 m en 6 s 58. Ses départs très véloces et rapide lui permettent d'exceller en salle, ce qu'il prouve lors de la réunion de Moscou où il s'impose en 6 s 48, meilleure performance mondiale de l'année et record national. Il égale cette performance à Toruń deux jours plus tard. Toujours invaincu, il signe une nouvelle victoire à Berlin en 6 s 50. Enfin, à Łódź, en Pologne, il établit un nouveau record en 6 s 47. Vainqueur en juin 2015 des championnats nationaux en 9 s 98, Kim Collins est étonnamment éliminé en série des championnats du monde de Pékin en prenant la 5e place de sa course en 10 s 16 (+ 2,1 m/s). 

### Premier athlète de l'histoire sous les 10 secondes à 40 ans (2016)

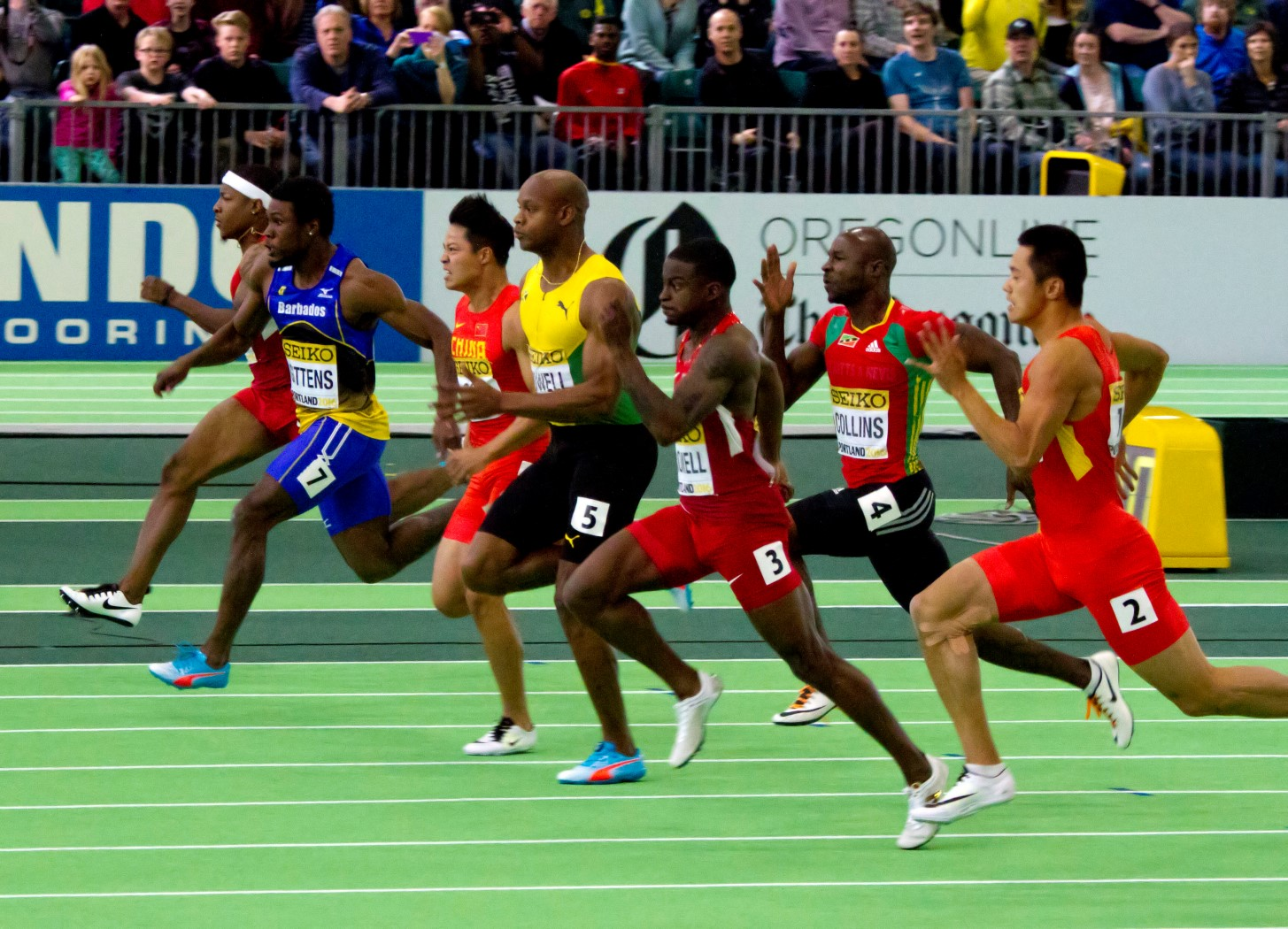
Kim Collins (2e à droite) en finale des mondiaux en salle 2016.

En 2016, il fait sa rentrée hivernale le 23 janvier et s'impose en 6 s 53, meilleure performance mondiale de l'année, marque qu'il égalera le 3 février. En mars, pour la première fois en huit ans, Kim Collins est présent aux  championnats du monde en salle, qui se déroulent cette année à Portland. Il signe le second meilleur temps des demi-finales en 6 s 49, son meilleur temps de la saison, mais la difficulté de récupération avec l'âge l'empêche de s'exprimer complètement en finale où il termine 8e et dernier en 6 s 56. À titre indicatif, ce temps offrait largement une médaille en 2010 et 2012.
Le 29 mai, à Bottrop, le Christophien entre dans l'histoire du sprint en devenant à 40 ans le premier homme sous les 10 secondes (record du monde catégorie masters 40-44 ans). Bénéficiant d'un vent favorable de + 1,9 m/s, il établit le chrono de 9 s 93 et améliore son record personnel de 2014 de 3 centièmes. Le 19 juillet 2016, le Comité national olympique annonce officiellement que Kim Collins fera bien partie de l'équipe christophienne aux Jeux olympiques, mettant fin à une controverse qui remontait à Londres 2012. Lors des Jeux olympiques de Rio, Kim Collins atteint les demi-finales mais échoue à se qualifier en finale (10 s 12, + 0,2 m/s). Il clôt sa saison par une victoire à l'ISTAF Berlin en 10 s 07, devant le médaillé olympique du 200 m Christophe Lemaitre.

### 2017: dernière saison avant la retraite, mais...
Toujours en compétition, Kim Collins participe au meeting de Düsseldorf où il termine 2e en 6 s 56, battu par le Cubain Yunier Pérez avant de s'imposer au meeting de Mondeville en 6 s 52, 2e meilleure performance mondiale de l'année. À Berlin, la semaine suivante, il est battu sèchement en 6 s 59 par le Britannique James Dasaolu (6 s 57). 
En mars, Kim Collins annonce à l'IAAF que la saison 2017 sera sa dernière année de compétition avant de mettre une fin définitive à sa carrière sportive, à l'âge de 41 ans,. 
Sa saison estivale est toutefois la moins bonne depuis 2010. En Ligue de diamant, Kim Collins ne court qu'en 10 s 33 à Doha puis 10 s 77 à Lausanne. Dans ses autres courses, le christophien ne réalise pas les minima pour les championnats du monde de Londres, ne courant qu'en 10 s 20. Il n'est pas sélectionné pour ses 11e mondiaux. 

### ... retour sur sa décision pour une ultime saison 2018
En juillet 2017, Collins annonce au journal sportif français L'Équipe qu'il souhaite continuer jusqu'au championnats du monde en salle 2018 de Birmingham. En décembre, l'IAAF confirme la présence du sprinteur au meeting de Düsseldorf le 6 février 2018.
Sa saison en salle sera bien moins meilleure que celles connues jusqu'en 2017. Pour sa rentrée hivernale, le 26 janvier à Berlin, il court en 6 s 64. La semaine suivante, à Karlsruhe, il l'améliore à 6 s 60, avant de réaliser 6 s 61 à Düsseldorf trois jours après. Le 11 février, au meeting de Metz, il remporte sa série en 6 s 68 mais ne termine que 5e de la finale en 6 s 81. À Liévin, il court en 6 s 63 puis de nouveau 6 s 61 à Glasgow, pour sa dernière sortie avant les mondiaux.
Aux championnats du monde en salle de Birmingham, le 3 mars, Kim Collins termine 3e de sa série en 6 s 77, et se qualifie pour les demi-finales. Mais lors des demi-finales, le Christophien ne se présente pas à la ligne de départ et déclare donc forfait. Quelques jours après les mondiaux, Kim Collins met un terme à sa carrière sportive, à presque 42 ans.
Finalement, et comme à son habitude, Kim Collins repousse sa retraite. Il court en 10 s 37 à Kingston en Jamaïque le 19 mai, avant de remporter la course B du Golden Spike Ostrava le 13 juin, en 10 s 41, malgré un vent défavorable. Le 17 juillet, à Sotteville-lès-Rouen, il termine 4e en 10 s 20 avec un vent trop favorable de 2,3 m/s.

## Statistiques
Kim Collins a participé à 10 championnats du monde, de 1995 à 2015, à l'exception de 2013 (à la suite de différends avec sa Fédération). Il a également participé à 6 jeux olympiques, de 1996 à 2016. 
Il détient plusieurs petits records, comme celui du 100 m le plus lent en championnat du monde (21 s 73 en 1997 lors de sa blessure), du temps le plus lent pour remporter le titre mondial (10 s 07 à Paris en 2003). De 2011 à 2017, il est également le plus vieux médaillé au 100 m en mondiaux, à 35 ans 4 mois et 23 jours, avant que ce ne soit battu par l'Américain Justin Gatlin, titré à Londres en 2017 à 35 ans 5 mois et 25 jours.

## Notoriété et distinctions
En 2010, le gouvernement de Saint-Christophe-et-Niévès décrète que le 25 août serait désormais « Jour Kim Collins », en hommage à sa victoire sur 100 m lors des Championnats du monde 2003.
En son honneur, l'autoroute menant à l'aéroport a été rebaptisée « Kim Collins Highway ».
En 2015, le gouvernement renomme le stade national du pays en son nom, « Stade d'athlétisme Kim Collins » et organise une cérémonie le 5 avril, à laquelle l'athlète est présent.

## Vie privée
Kim Collins a un fils né en 1998 d'une liaison avec sa première compagne. Avec Paula, sa femme, il est père de Kim David (né en 2010) et de Davia Rose (née le 25 décembre 2011).
En 2002, il part s'entraîner jusqu'en 2007 avec Glen Mills, l'entraîneur d'Usain Bolt. C'est là-bas, à Kingston, qu'il y rencontre sa femme Paula, qui deviendra sa coach en 2008 et pour le reste de sa carrière. Il vit officiellement en Jamaïque depuis 2012.

## Palmarès
| Date | Compétition                           | Lieu                               | Résultat | Épreuve   | Temps         |
| ---- | ------------------------------------- | ---------------------------------- | -------- | --------- | ------------- |
| 1999 | Champ. d'Am. centrale et des Caraïbes | Bridgetown                         | 2e       | 100 m     | 10 s 31       |
| 1999 | Champ. d'Am. centrale et des Caraïbes | Bridgetown                         | 2e       | 4 × 100 m | 40 s 83       |
| 2000 | Jeux olympiques                       | Sydney                             | 7e       | 100 m     | 10 s 17       |
| 2001 | Champ. d'Am. centrale et des Caraïbes | Guatemala                          | 1er      | 100 m     | 10 s 04 CR    |
| 2001 | Champ. d'Am. centrale et des Caraïbes | Guatemala                          | 1er      | 200 m     | 20 s 55       |
| 2001 | Championnats du monde                 | Edmonton                           | 5e       | 100 m     | 10 s 07       |
| 2001 | Championnats du monde                 | Edmonton                           | 3e       | 200 m     | 20 s 20       |
| 2002 | Jeux du Commonwealth                  | Manchester                         | 1er      | 100 m     | 9 s 98 NR     |
| 2002 | Finale du Grand Prix IAAF             | Paris                              | 2e       | 100 m     | 9 s 98        |
| 2002 | Coupe du monde des nations            | Madrid                             | 2e       | 100 m     | 10 s 06       |
| 2002 | Coupe du monde des nations            | Madrid                             | 2e       | 4 × 100 m | 38 s 32       |
| 2003 | Championnats du monde en salle        | Birmingham                         | 2e       | 60 m      | 6 s 53 NR     |
| 2003 | Champ. d'Am. centrale et des Caraïbes | Saint-Georges                      | 1er      | 100 m     | 10 s 13       |
| 2003 | Champ. d'Am. centrale et des Caraïbes | Saint-Georges                      | finale   | 200 m     | DNS           |
| 2003 | Champ. d'Am. centrale et des Caraïbes | Saint-Georges                      | 5e       | 4 × 100 m | 39 s 88 NR    |
| 2003 | Championnats du monde                 | Paris                              | 1er      | 100 m     | 10 s 07       |
| 2003 | Finale mondiale                       | Monaco                             | 5e       | 100 m     | 10 s 13       |
| 2004 | Jeux olympiques                       | Athènes                            | 6e       | 100 m     | 10 s 00       |
| 2004 | Finale mondiale                       | Monaco                             | 5e       | 100 m     | 10 s 26       |
| 2005 | Championnats du monde                 | Helsinki                           | 3e       | 100 m     | 10 s 05       |
| 2007 | Jeux panaméricains                    | Rio de Janeiro                     | 5e       | 100 m     | 10 s 31       |
| 2007 | Jeux panaméricains                    | Rio de Janeiro                     | 8e       | 4 × 100 m | 40 s 20       |
| 2008 | Championnats du monde en salle        | Valence                            | 2e       | 60 m      | 6 s 58        |
| 2008 | Jeux olympiques                       | Pékin                              | 6e       | 200 m     | 20 s 59       |
| 2008 | Finale mondiale                       | Stuttgart                          | 4e       | 100 m     | 10 s 22       |
| 2011 | Champ. d'Am. centrale et des Caraïbes | Saint-Georges                      | 3e       | 4 × 100 m | 39 s 07       |
| 2011 | Championnats du monde                 | Daegu                              | 3e       | 100 m     | 10 s 09       |
| 2011 | Championnats du monde                 | Daegu                              | 3e       | 4 × 100 m | 38 s 49       |
| 2011 | Jeux panaméricains                    | Guadalajara                        | 2e       | 100 m     | 10 s 04       |
| 2014 | Coupe continentale                    | Marrakech                          | 1er      | 4 × 100 m | 37 s 97       |
| 2014 | Coupe continentale                    | Marrakech                          | 3e       | 4 × 400 m | 3 min 02 s 78 |
| 2014 | Ligue de diamant                      | Ligue de diamant                   | 6e       | 100 m     | détails       |
| 2016 | Circuit mondial en salle de l'IAAF    | Circuit mondial en salle de l'IAAF | 2e       | 60 m      | détails       |
| 2016 | Championnats du monde en salle        | Portland                           | 8e       | 60 m      | 6 s 56        |
| 2016 | Jeux olympiques                       | Rio de Janeiro                     | sf       | 100 m     | 10 s 12       |
| 2016 | Jeux olympiques                       | Rio de Janeiro                     | séries   | x 100 m   | 39 s 81       |
| 2016 | Ligue de diamant                      | Ligue de diamant                   | 5e       | 100 m     | détails       |

### National
Champion de Saint-Christophe-et-Niévès du 100 m en : 1996, 2009 et 2015

## Records

### Records personnels
| Épreuve | Épreuve   | Temps        | Lieu         | Date            |
| ------- | --------- | ------------ | ------------ | --------------- |
| 60 m    | En salle  | 6 s 47 (NR)  | Łódź         | 17 février 2015 |
| 100 m   | Plein air | 9 s 93 (NR)  | Bottrop      | 29 mai 2016     |
| 150 m   | Plein air | 15 s 28 (NR) | Egra         | 29 juillet 2014 |
| 150 m   | En salle  | 15 s 84 (NR) | Glasgow      | 25 janvier 2013 |
| 200 m   | Plein air | 20 s 20      | Edmonton     | 9 août 2001     |
| 200 m   | En salle  | 20 s 52 (NR) | Fayetteville | 10 mars 2000    |

### Meilleures performances par année
| Année | Temps   | Vent  | Date              | Lieu                |
| ----- | ------- | ----- | ----------------- | ------------------- |
| 1998  | 10 s 18 | + 0,5 | 16 mai 1998       | Edwardsville        |
| 1999  | 10 s 21 | - 0,1 | 10 avril 1999     | Tempe               |
| 2000  | 10 s 13 | + 0,6 | 20 mai 2000       | El Paso             |
| 2001  | 10 s 04 | - 0,2 | 20 juillet 2001   | Ciudad de Guatemala |
| 2002  | 9 s 98  | + 0,2 | 27 juillet 2002   | Manchester          |
| 2002  | 9 s 98  | + 1,6 | 16 août 2002      | Zurich              |
| 2002  | 9 s 98  | + 2,0 | 14 septembre 2002 | Paris               |
| 2003  | 9 s 99  | + 1,3 | 15 août 2003      | Zurich              |
| 2004  | 10 s 00 | + 0,6 | 22 août 2004      | Athènes             |
| 2005  | 10 s 00 | + 1,0 | 22 juillet 2005   | Londres             |
| 2006  | 10 s 33 | + 0,1 | 9 juin 2006       | Villeneuve-d'Ascq   |
| 2007  | 10 s 14 | + 1,7 | 9 septembre 2007  | Rieti               |
| 2008  | 10 s 05 | - 0,1 | 16 août 2008      | Pékin               |
| 2009  | 10 s 15 | + 0,6 | 21 juin 2009      | Basseterre          |
| 2010  | 10 s 20 | + 0,4 | 26 juin 2010      | Bochum              |
| 2011  | 10 s 00 | + 0,4 | 24 octobre 2011   | Guadalajara         |
| 2012  | 10 s 01 | + 1,4 | 30 août 2012      | Zurich              |
| 2013  | 9 s 97  | + 2,0 | 4 juillet 2013    | Lausanne            |
| 2014  | 9 s 96  | + 1,0 | 20 juillet 2014   | Londres             |
| 2015  | 9 s 98  | + 1,3 | 13 juin 2015      | Basseterre          |
| 2016  | 9 s 93  | + 1,9 | 29 mai 2016       | Bottrop             |
| 2017  | 10 s 20 | + 0,3 | 9 juillet 2017    | Londres             |